# Stazione di Civitavecchia
La stazione di Civitavecchia è una stazione ferroviaria, posta sulla linea Livorno-Roma e al servizio dell'omonimo comune. È stata inoltre capotronco delle linee per Orte, dismessa tra Civitavecchia e Capranica, e per Civitavecchia Marittima, anch'essa chiusa al traffico per ragioni legate alla sicurezza ferroviaria.

## Storia
La stazione venne inaugurata nel 24 aprile 1859 in concomitanza con l'apertura al servizio della tratta da Roma della ferrovia Tirrenica.
Il 15 novembre 1906 venne attivato il collegamento tra la stazione e lo scalo marittimo di Civitavecchia. Questa diramazione rimase in esercizio fino al 29 gennaio 2000, ma venne sostituita da un nuovo tracciato all'altezza dei moli più a nord del porto inaugurato nello stesso anno e fino al 2009 venne utilizzata solo per il trasporto merci da/per Golfo Aranci. Dal 2005 al 2018 è stata percorsa dal Roma Express e da treni merci per le acciaierie di Terni dove al porto venivano caricati di cromo. Successivamente, a causa di problemi legati alla sicurezza ferroviaria, è stata interrotta la circolazione.
Dal 1928 al 1961 fu attiva la circolazione lungo la tratta Capranica-Civitavecchia, dismessa nel 2011 e già priva di traffico dal 1961 a seguito di una frana vicino Civitavecchia nei pressi della galleria Cencelle.

## Strutture e impianti

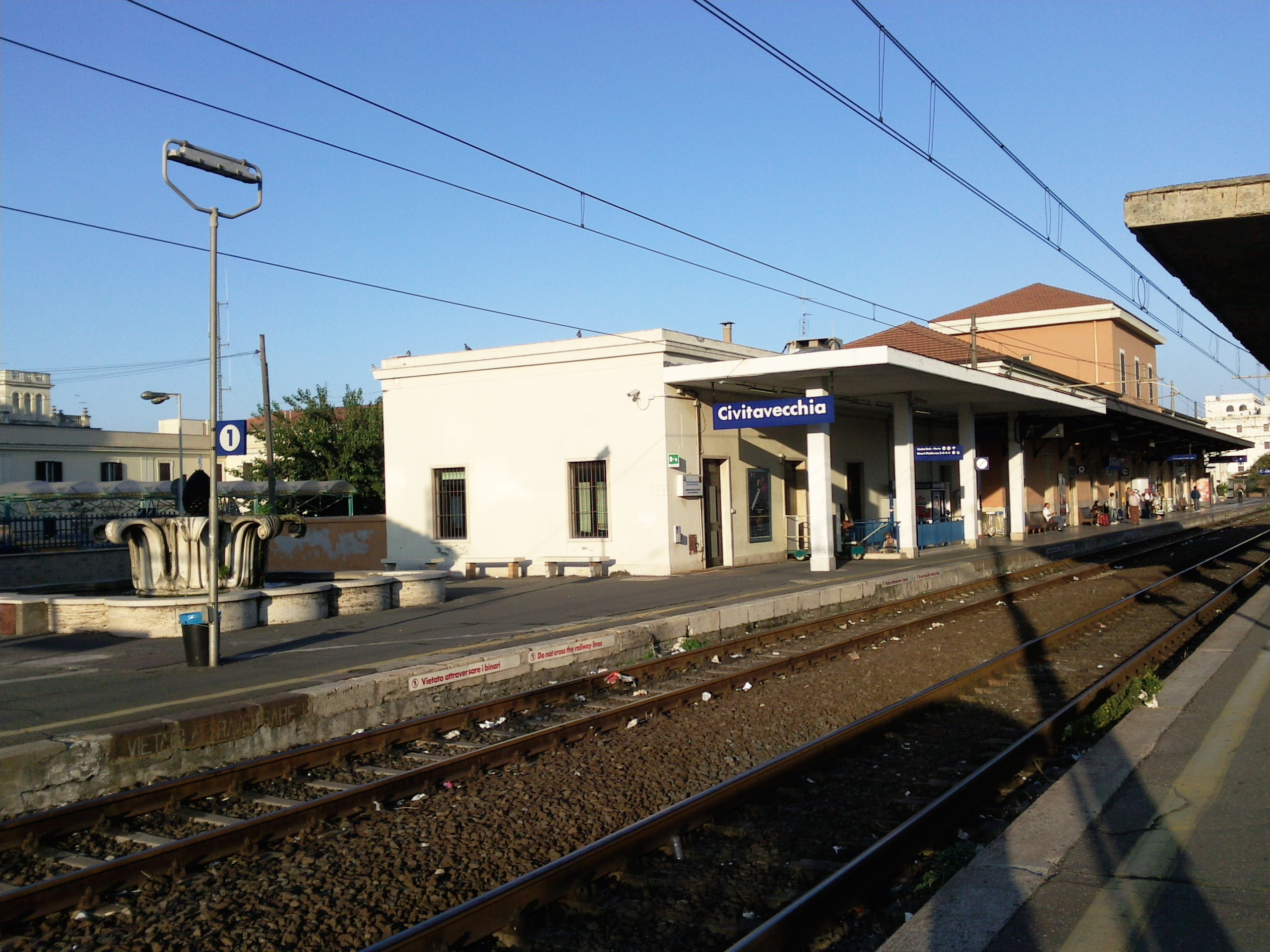
I binari della stazione

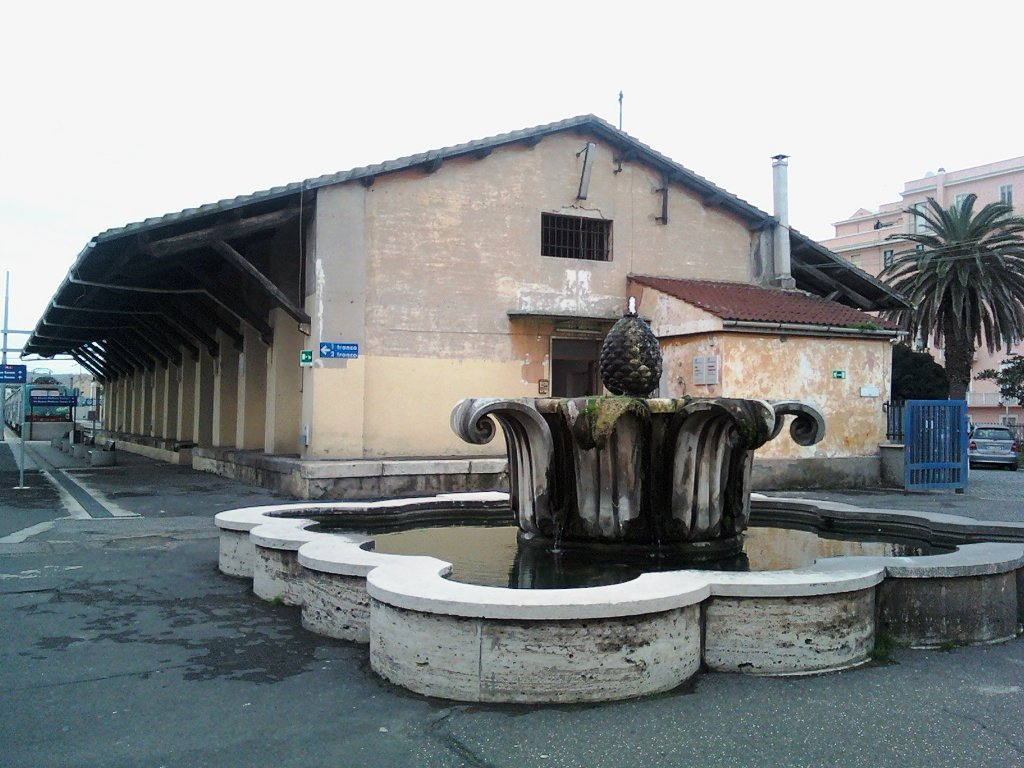
Fontana del Capitello, opera del Piacentini

La stazione è dotata di cinque binari di circolazione e due binari tronchi, in più ha uno scalo merci. Proseguendo verso nord si trovano le ex officine, una volta deposito locomotive di Civitavecchia Porta Tarquinia, abilitate alla riparazione di carri merci. Attiguo al vecchio deposito si trova un raccordo privato, ora chiuso al traffico, denominato DE.CAR. che si dirama dal binario della Civitavecchia-Orte: l'impianto è stato utilizzato per lo scambio di veicoli carichi di automobili.
Fino al 2000 era attivo un collegamento con il porto tramite la stazione di Civitavecchia Marittima e fino al 1961 era attiva anche la ferrovia Civitavecchia-Orte.
La tratta della ferrovia Civitavecchia-Orte compresa tra Civitavecchia e Capranica (50 km su un totale di 87 km) è stata definitivamente dismessa nel 2011 ed è priva di armamento e tecnologie tranne il tratto sospeso al traffico di 4 km del raccordo DE.CAR. 
La restante parte tra Capranica e Orte è formalmente sospesa all'esercizio dal 1994 (nei giorni feriali è presente un solo bus Trenitalia che effettua servizio sostitutivo in ambo le direzioni), ma è in corso la procedura di dismissione definitiva.
Negli anni ci sono state diverse iniziative politiche e di comitati finalizzate al recupero e ricostruzione della linea, ormai in stato di abbandono da oltre 30 anni. In realtà, già dal dopoguerra, a seguito della concorrenza sempre maggiore dei trasporti su gomma che consentivano di raggiungere, con tempi minori, il centro dei paesi, le Ferrovie dello Stato mostrarono scarso interesse per tale ferrovia.       
Grazie al programma integrativo del 1981, tra gli anni '80 e '90 furono realizzati una serie di interventi per il potenziamento e l'ammodernamento della linea Civitavecchia-Orte, con una spesa complessiva di 220 miliardi di lire.       
In seguito, furono stanziati ulteriori 123 miliardi di lire per il completamento della linea, inclusa l'elettrificazione della Civitavecchia-Aurelia per eseguire test sperimentali mai realizzati, rimossa nel 1992.
Uno studio condotto da Trenitalia nel 1999 e un dossier di valutazione preparato da RFI nel 2001 conclusero che non vi era una domanda reale per l'utilizzo della linea Civitavecchia-Orte, sia lato passeggeri che merci. Di conseguenza, il rapporto costi/ricavi risultava ampiamente sfavorevole, rendendo non conveniente investire ulteriormente nella riapertura e nel potenziamento della linea. Nel 2023, il Libro Bianco sulle priorità infrastrutturali del Lazio ha ribadito che l'opera non riveste carattere d'urgenza per lo sviluppo della Tuscia.
Complessivamente, nell’elenco dei 14 interventi prioritari del Lazio, si colloca al 12° posto.

## Movimento
Effettuano fermata tutti i regionali della linea FL5 che vi transitano e quasi tutti i collegamenti a lunga percorrenza passanti lungo la ferrovia Tirrenica, operati anch'essi da Trenitalia.
Ulteriore servizio viaggiatori è stato quello stagionale per Roma San Pietro denominato Roma Express, riservato ai crocieristi in visita guidata e che si attestava presso il Molo Vespucci, nell'area del porto. Dal 2017, a causa di problemi di sicurezza ferroviaria presenti lungo la tratta compresa tra Civitavecchia Marittima e Civitavecchia, il servizio è stato rimodulato con bus sostitutivi e il capolinea è stato spostato a Civitavecchia. Nel 2022, a seguito della restituzione del materiale rotabile alle Ferrovie dello Stato, il Roma Express ha di fatto cessato definitivamente l'attività, pur essendo il servizio già da fermo da parecchi mesi.
A luglio 2020 è stato firmato un accordo tra l’Autorità di Sistema Portuale del Mar Tirreno Centro Settentrionale (AdSP) e Rete Ferroviaria Italiana (RFI) per potenziare il collegamento ferroviario tra la stazione di Civitavecchia e il porto al fine di migliorare l’accessibilità ferroviaria dello scalo marittimo. 
Gli interventi prevedevano la manutenzione straordinaria per aumentare la sicurezza del collegamento ferroviario, la realizzazione di una stazione passeggeri all’interno del porto e l'integrazione con il progetto dei nuovi fasci binari per terminal container e automotive. 
La conclusione è avvenuta come da programma nel 2024: ora le merci possono entrare direttamente nel porto senza trasbordi su gomma.
Attualmente (luglio 2025), la stazione di Civitavecchia è collegata al terminal Crociere (denominato Civitavecchia Porto nei canali di vendita Trenitalia) mediante bus Civitavecchia PortLink gestito da Civitavecchia Servizi Pubblici, la società che gestisce, in affidamento diretto, i Servizi Pubblici Locali del Comune di Civitavecchia.  
Da Civitavecchia è previsto inoltre un treno mattutino nei giorni feriali con destinazione Roma Termini passante per Ponte Galeria. Tale percorso era quello previsto prima del 1990, anno in cui venne realizzato il tracciato via Roma Aurelia.
Dal 2011 al 2023 è stato attivo un collegamento periodico diretto per Roma con tariffa dedicata, dal 2019 denominato Civitavecchia Express. Solo da giugno 2024, a seguito delle numerose richieste di aumento dell'offerta ferroviaria ricevute dai pendolari, il treno, noto per la scarsa affluenza e flessibilità, è stato reso accessibile a tutti con tariffa ordinaria regionale. Il treno, diretto a Roma Ostiense, effettua fermate intermedie a Roma San Pietro e Roma Trastevere ed effettua rientro nel pomeriggio con le stesse fermate.
Per gestire l'aumento del traffico passeggeri legato ai crocieristi, dal 2023, e limitatamente ai mesi estivi, viene anticipata da Ladispoli a Civitavecchia la partenza di un treno regionale mattutino diretto a Roma Termini.
Secondo i dati rilevati da RFI per il 2023, la stazione è stata classificata nel cluster di frequentazione Medio Alta, con un numero di passeggeri giornalieri compreso tra 5.000 e 10.000.
Una quota rilevante di questo traffico è attribuibile ai passeggeri crocieristi. In particolare, i passeggeri in turnaround (ossia coloro che iniziano o concludono la loro crociera a Civitavecchia) hanno superato quota 1,7 milioni. La loro presenza ha un impatto significativo sulla disponibilità degli spazi a bordo dei treni regionali, poiché i bagagli voluminosi trasportati dai turisti riducono la capacità effettiva per i pendolari.
Dal 1° aprile 2025, in collaborazione con MSC Crociere, Italo ha attivato un servizio intermodale treno e bus tra Roma Tiburtina e Civitavecchia.

## Servizi
La stazione, che RFI classifica di categoria gold, dispone di:
- Biglietteria a sportello
- Biglietteria automatica
- Sala d'attesa
- Servizi igienici
- Posto di Polizia ferroviaria
- Bar

## Interscambi
La stazione permette i seguenti interscambi:
- Stazione taxi
- Fermata autobus